# Perilitus nanus
Perilitus nanus är en stekelart som först beskrevs av Charles Thomas Brues 1933.  Perilitus nanus ingår i släktet Perilitus och familjen bracksteklar. Inga underarter finns listade i Catalogue of Life.